# Arctosa letourneuxi
Arctosa letourneuxi este o specie de păianjeni din genul Arctosa, familia Lycosidae. A fost descrisă pentru prima dată de Simon, 1885. Conform Catalogue of Life specia Arctosa letourneuxi nu are subspecii cunoscute.